# NGC 1482
NGC 1482 ist eine linsenförmige Galaxie mit ausgedehnten Sternentstehungsgebieten vom Hubble-Typ S0/a im Sternbild Eridanus am Südsternhimmel.  Sie ist schätzungsweise 81 Millionen Lichtjahre von der Milchstraße entfernt und hat einen Durchmesser von etwa 60.000 Lichtjahren. NGC 1482 ist Mitglied des Eridanus-Galaxienhaufens.

Wahrscheinlich bildet sie mit NGC 1481 ein gravitativ gebundenes Galaxienpaar.
Die Typ-I-Supernova SN 1937E wurde hier beobachtet.
Das Objekt wurde am 19. Dezember 1799 von dem deutsch-britischen Astronomen Wilhelm Herschel entdeckt.